# Paul Telukluk
Paul Barthelemy Telukluk, né le 14 septembre 1948, est un homme politique vanuatais. Plusieurs fois ministre de 1991 à 2015, il purge quatre ans de prison de 2015 à 2019 pour corruption et entrave à la justice.

## Biographie
Originaire de l'île de Malekula, il naît dans ce qui est alors le condominium des Nouvelles-Hébrides, colonie franco-britannique. Il est scolarisé dans une école primaire locale francophone, puis dans un collège à Nouméa, en Nouvelle-Calédonie. Il est employé comme agent d'arpentage aux Nouvelles-Hébrides à partir de 1966, suit une formation dans ce domaine en France de 1978 à 1980, et poursuit ce métier après l'indépendance de la colonie (devenue le Vanuatu) jusqu'en 1986.
Il entre au Parlement de Vanuatu comme député de Malekula pour l'Union des partis modérés (UPM ; conservatrice, francophone) aux élections législatives de 1987. Il est réélu député aux élections de 1991, qui produisent la première alternance politique depuis l'indépendance avec le chef de l'UPM, Maxime Carlot, devenant Premier ministre. Ce dernier nomme Paul Telukluk ministre des Ressources naturelles. Il est reconduit à ce poste après les élections de 1995 par le nouveau Premier ministre Serge Vohor. En avril 1998, la médiateur public de Vanuatu publie un rapport « accablant mettant en cause [Paul Telukluk] pour fautes professionnelles graves ». Elle révèle qu'il a abusé de sa fonction de ministre pour attribuer à des membres de sa famille et à lui même de nombreux titres de propriété foncière. Malgré cela, le Premier ministre Ham Lini le nomme en 2004 ministre des Terres, des Mines, de l'Énergie et de l'Approvisionnement rural en eau.
En 2000, il co-fonde la Confédération verte, parti libéral-écologiste, avec Gérard Leymang et Vincent Boulekone, ; en 2002, il la quitte pour re-fonder le parti Namangi-Aute. En 2012, il fond ce dernier dans le Mouvement de réunification pour le changement. Il est brièvement ministre de l'Intérieur dans le gouvernement de Moana Carcasses de février à mai 2014 ; en juin 2015 il devient ministre des Terres et des Mines dans le gouvernement de Sato Kilman. Il déclare alors que sa « première priorité » est de mettre un terme aux poursuites engagées par son prédécesseur Ralph Regenvanu contre des fonctionnaires du ministère des Terres pour détournement de biens publics ; Paul Telukluk rétablit ainsi la possibilité pour les employés du ministère d'acheter facilement et à bas prix à des terres appartenant à l'État.
En octobre 2015, il est reconnu coupable de corruption par la Cour suprême de Vanuatu, ayant accepté de l'argent pour soutenir politiquement Moana Carcasses, et est limogé du gouvernement. Il est condamné à trois ans de prison fermes, ainsi qu'à une peine d'inéligibilité de dix ans. En août 2018, il est reconnu coupable en outre d'entrave à l'exercice de la justice et incarcéré à nouveau peu après la fin de ses trois années en prison pour corruption. En juillet 2019 il est gracié par le président de la République, Tallis Obed Moses, en raison de ses problèmes de santé.